# Гейделберг Тауншип (округ Лігай, Пенсільванія)
Гейделберг Тауншип (англ. Heidelberg Township) — селище (англ. township) в США, в окрузі Лігай штату Пенсільванія. Населення — 3324 особи (2020).

## Демографія
Згідно з переписом 2010 року, у селищі мешкало 3416 осіб у 1274 домогосподарствах у складі 977 родин. Було 1327 помешкань
Расовий склад населення:
| - 97,0 % — білих - 0,7 % — азіатів - 0,4 % — чорних або афроамериканців - 0,2 % — корінних американців - 0,1 % — вихідців з тихоокеанських островів |

До двох чи більше рас належало 1,1 %. Частка іспаномовних становила 2,4 % від усіх жителів.
За віковим діапазоном населення розподілялося таким чином: 24,4 % — особи молодші 18 років, 64,7 % — особи у віці 18—64 років, 10,9 % — особи у віці 65 років та старші. Медіана віку мешканця становила 41,7 року. На 100 осіб жіночої статі у селищі припадало 102,0 чоловіків;  на 100 жінок у віці від 18 років та старших — 100,6 чоловіків також старших 18 років.
Середній дохід на одне домашнє господарство  становив 71 819 доларів США (медіана — 60 486), а середній дохід на одну сім'ю — 77 482 долари (медіана — 64 141). Медіана доходів становила 45 878 доларів для чоловіків та 35 129 доларів для жінок. За межею бідності перебувало 1,0 % осіб, у тому числі 0,0 % дітей у віці до 18 років та 1,5 % осіб у віці 65 років та старших.
Цивільне працевлаштоване населення становило 1688 осіб. Основні галузі зайнятості: освіта, охорона здоров'я та соціальна допомога — 26,1 %, будівництво — 12,9 %, виробництво — 11,9 %, роздрібна торгівля — 11,4 %.